# Helge Skov
Helge Skov født Skovdal (født 19. december 1921 i Kongens Lyngby, død 25. november 1991 i Askov) er primært kendt som forstander for Askov Højskole fra 1971 til 1980. Fra 1980 og indtil sin død i 1991 var han biskop over Ribe Stift.
Han var søn af højskoleforstander Olaf Skov og hustru Margrethe (død 1948), blev student fra Odense Katedralskole 1942 og cand.theol. fra Aarhus Universitet 1948. Skov var højskolelærer ved Køng Højskole 1948-50, sognepræst i Svenstrup på Als 1950-57, valgmenighedspræst i Askov samt lærer ved Askov Højskole 1957-69, sognepræst i Skodborg fra 1969 indtil 1971, hvor han blev forstander for Askov Højskole. Dette job forlod han 1980 efter en jætte indsats for Askov Højskole i kølvandet på Askovs krise i 1968, da han blev udnævnt til biskop.
Han var desuden medredaktør af Højskolebladet 1964-71 og af Dansk Udsyn fra 1971. Bestyrelsesmedlem i Askov studenterkreds 1945-48, medlem af Strukturkommissionen 1964-67, bestyrelsesmedlem i Selskabet til støtte for Pakistans Lutherske Kirke fra 1970 og medlem af Radiorådet fra 1974.